# Live Rare Remix Box
Live Rare Remix Box is een compilatie- en verzameldoos van de Red Hot Chili Peppers. De box bevat 3 CDs, welke respectievelijk Live, Rare en Remix heten. De nummers op deze box zijn allen nummers van B-kanten van al uitgebrachte CD's.

## Nummers
Live:
1. "Give It Away" (live) – 3:43
2. "Nobody Weird Like Me" (live) – 5:03
3. "Suck My Kiss" (live) – 3:45
4. "I Could Have Lied" (live) – 4:33

Rare:
1. "Soul to Squeeze" – 4:50
2. "Fela's Cock" – 5:10
3. "Sikamikanico" – 3:25
4. "Search and Destroy" – 3:34

Remix:
1. "Give It Away" (12" mix) – 6:02
2. "Give It Away" (Rasta mix) – 6:47
3. "If You Have to Ask" (The Disco Krisco Mix) – 7:32
4. "If You Have to Ask" (Scott & Garth Mix) – 7:12
5. "If You Have to Ask" (The Friday Night Fever Blister Mix) – 6:34